# Vattacicirchie
Il vattacicirchie (chiamato a seconda delle zone anche vurra vurra e battafoco, anche noto come “b’rrcó” in quel di Giulianova) è uno strumento musicale a percussione della tradizione popolare abruzzese, composto da un cilindro e da un bastone detto "mazza vattante".

## Etimologia
L'origine del termine deriva dalle parole vattere (battere) e cicirchie, riferita alla mondatura del legume noto come cicerchia, simile al cece.